# Léo Schaya
Léo Schaya (Abd al-Quddûs, en islam) (1916-1986) est un auteur suisse pérennialiste d'origine juive. 

## Biographie
Léo Schaya reçoit une éducation juive traditionnelle. Encore jeune, il étudie le néo-platonisme, le soufisme et l'Advaita vedanta. Ami et correspondant de Frithjof Schuon, il devient musulman et membre de sa tariqa sous le nom de 'Abd al-Quddûs. Il passe sa vie d'adulte à Nancy. 
Ses essais portent principalement sur la Kabbale et le soufisme et s'inscrivent dans la perspective de l'école pérennialiste. Pour remédier à la disparition de la revue Études Traditionnelles, à laquelle il contribua avec une vingtaine d'articles, il fonde en 1985 la revue Connaissance des religions, qui paraît jusqu'en 2005,,,,. 
Il meurt à Nancy le 4 août 1986.

## Ouvrages
- La doctrine soufique de l'Unité, Paris, Adrien-Maisonneuve, 1962.
- L'homme et l'Absolu selon la Kabbale, Paris, Dervy, 2009.
- Naissance à l'Esprit, Paris, Dervy, 1987.
- La Création en Dieu : à la lumière du judaïsme, du christianisme et de l'islam, Paris, Dervy, 1983 [7].
- « Le mystère juif et la vertu d'Élie », revue Études Traditionnelles no 280, décembre 1949. (Traduction anglaise en ligne)